# The 密白
『The 密白』（ザみつはく）は、2001年1月21日に公開されたミュージアム制作の映画。

## キャスト
- 藤井薫
- 森永明治
- 西沢麻里
- 千葉誠樹
- 大空幸香
- 福田佳弘
- 新田彩
- 高橋和興

## スタッフ
- 監督 : 小倉章弘、大月栄治
- 脚本 : 大月栄治、大木戸鈴
- 撮影 : 岡田次雄